# Lassie Come Home
 Lassie Come Home és una pel·lícula estatunidenca dirigida per Fred M. Wilcox, estrenada el 1943.

## Argument
Per manca de mitjans per a mantenir-lo, els Carraclough, una família de grangers, estan obligats a vendre la seva valenta gossa Lassie, que acaba amb el duc de Rudling, en una altra regió d'Anglaterra. Però la gossa fuig i intenta trobar el camí de casa.

## Repartiment
- Roddy McDowall: Joe Carraclough
- Donald Crisp: Sam Carraclough
- Dame May Whitty: Dally
- Edmund Gwenn: Rowlie
- Nigel Bruce: Duke of Rudling
- Elsa Lanchester: Sra. Carraclough
- Elizabeth Taylor: Priscilla
- Ben Webster: Dan'l Fadden
- J. Pat O'Malley: Hynes
- Alan Napier: Jock
- Arthur Shields: Andrew

## Nominacions
- Oscar a la millor fotografia 1944 per Leonard Smith